# Seltsé (Mavrovo et Rostoucha)
Seltsé (en macédonien Селце) est un village de l'ouest de la Macédoine du Nord, situé dans la municipalité de Mavrovo et Rostoucha. Le village ne comptait aucun habitant en 2002.